# Секст Аніцій Фауст Паулін
Секст Аніцій Фауст Паулін (*Sextus Anicius Faustus Paulinus, д/н — після 333) — державний діяч Римської імперії.

## Життєпис
Походив з роду Аніціїв Фаустів. Другий син Марка Юнія Цезонія Нікомаха Аніція Фауста Пауліна, консула 298 року, і Амнії Деметріади.
Напочатку 320-х років обіймав посаду проконсула Африки. 325 року призначається консулом (разом з Валерієм Прокулом). У травні того ж року замінений Юлієм Юліаном.
З 12 квітня 331 року до 7 квітня 333 року був міським префектом Риму. Низка дослідників ототожнює його з ототожнити з Аніцієм, про якого згадує Пруденцій у зв'язку з випадком публічного прийняття цим Аніцієм християнства. Також його ім'я міститься в написі на водопровідній трубі з Остії.

## Родинав
- Аніцій Паулін, міський префект Риму 380 року